# Pol-ka Producciones
Pol-ka Producciones è stata una casa di produzione televisiva e cinematografica fondata nel 1994 a Buenos Aires da Adrián Suar e Fernando Blanco.
Dopo 29 anni di effettiva funzione nell'ambito cinematografico e televisivo, a causa di un profondo periodo di crisi economica, il giorno 11 gennaio 2024 fu annunciata la cessazione indefinita dell'attività.

## Storia
Nasce quando Suar e Blanco nel 1994 produssero lo show Poliladron. In seguito la Pol-ka, come comunemente viene chiamata, ha prodotto varie serie televisive per il canale argentino Canal 13 con il quale ha potuto vincere anche alcuni premi.
Nel 1996 ha prodotto la serie televisiva Verdad consecuencia, nel 1997 R.R.D.T. e l'anno successivo la seconda stagione di essa. Ha realizzato anche la telenovela Gasoleros, Campeones de la vida e la serie televisiva Calientes. Negli anni 2000 continua la collaborazione con Canal 13 e produce Son amores tra il 2002 e il 2003, Los pensionados nel 2004, Sos mi vida tra il 2006 e il 2007, Son de Fierro, Alguien que me quiera e altre serie televisive argentine. Ha anche diretto Para vestir santos - A proposito di single nel 2010, Violetta per Disney Channel nel 2012 e 2013, Los únicos e nel 2013 la telenovela Solamente vos. Ha inoltre prodotto la serie televisiva Mujeres asesinas esportata anche in altri paesi.
Il film Il figlio della sposa diretto da Juan José Campanella e prodotto da Pol-ka è stato candidato al Premio Oscar al miglior film in lingua straniera e invece il film Maradona - La mano de Dios è stato riconosciuto come d'interesse culturale nazionale dalla Direzione generale per il cinema del Ministero per i Beni e le Attività Culturali italiano.
Tra i suoi direttori si annovera Sebastián Pivotto, Jorge Nisco, Daniel Barone e altri registi. Gli attuali proprietari sono Suar, Blanco e dal 1998 ha acquistato il 30% del gruppo Artear. Nel 2006 lavoravano 270 persone negli studi di produzioni e nel 2010 sono 450 persone. L'azienda ha cinque studi di produzione a Buenos Aires, quattro studi di registrazione, un dipartimento di post-produzione del suono e altri di post produzione integrale in alta definizione. Negli anni ha collaborato con varie produttrici di altri paesi o del paese stesso come 100 Bares di Juan José Campanella, Telecinco (Spagna), nel 2005 con la Dori Media Group e con RCN Televisión (Colombia) nel 2007. 
Dal 2020, a seguito di un profondo periodo di crisi (dovuto anche alla Pandemia di COVID-19), l’azienda ha iniziato a licenziare i propri dipendenti in maniera più aggressiva; rimanendo con solo 100 collaboratori, fino a dicembre 2023, quando tutti furono licenziati. 
Data la crisi economica, il basso numero di ascolti generale della televisione argentina, e le ripetute modifiche che la casa di produzione ha subito, l'11 gennaio 2024 è stata annunciata la cessazione a tempo indeterminato delle operazioni.

## Studi
- Studi Polka (1994-2018) (Jorge Newbery 3449, Chacarita, Buenos Aires)[10]
- Studi Polka (1994-2024) (Santos Dumont 3453, Chacarita, Buen Aires)[11]
- Studi Baires (2000-2024) (Rincón 701, Don Torcuato, Partido di Tigre)[12]

## Filmografia

### Televisione
- Poliladron, regia di Fernando Spiner, Leonardo Beccini, Jorge Nisco, Sebastián Pivotto, Daniel De Felippo - serie TV (1995-1997)
- Verdad consecuencia, regia di Daniel Barone - serie TV (1996-1998)
- R.R.D.T., regia di Jorge Nisco - serie TV (1997-1998)
- Por el nombre de Dios - serie TV (1999)
- Gasoleros, regia di Óscar Rodríguez - serie TV (1998-1999)
- Vulnerables, regia di Daniel Barone e Adrián Suar - serie TV (1999-2000)
- El hombre, regia di El hombre - serie TV (1999-2000)
- Campeones de la vida, regia di Ana Piterbarg, Oscar Rodríguez, Sebastián Pivotto - serie TV (1999-2001)
- Primicias, regia di Jorge Nisco, Rodolfo Antúnez, Daniel De Felippo - serie TV (2000)
- Calientes, regia di Fernando Espinosa, Martín Halac - serie TV (2000)
- Ilusiones, regia di Rodolfo Antúnez, Jorge Nisco, Daniel De Felippo - serie TV (2000-2001)
- Culpables, regia di Daniel Barone - serie TV (2001)
- 22, el loco, regia di Rodolfo Antunez, Jorge Nisco, Daniel De Felippo - serie TV (2001)
- 099 central, regia di Jorge Nisco, Sebastián Pivotto - serie TV (2002)
- El sodero de mi vida - serie TV (2001-2002)
- Son amores, regia di Víctor Stella, Daniel De Felippo, Daniel Barone, Rodolfo Antúnez, Jorge Nisco - serie TV (2002-2004)
- Durmiendo con mi jefe - serie TV (2003)
- Soy gitano, regia di Jorge Nisco, Sebastián Pivotto - serie TV (2003-2004)
- Padre Coraje, regia di Martín Saban, Sebastián Pivotto - serie TV (2004)
- Locas de amor, regia di Daniel Barone - serie TV (2004)
- Epitafios, regia di Alberto Lecchi, Jorge Nisco - serie TV (2004)
- Los pensionados - serie TV (2004)
- Los secretos de papá - serie TV (2004-2005)
- Una familia especial - serie TV (2005)
- Hombres de honor, regia di Daniel Barone - serie TV (2005)
- Botines - serie TV (2005)
- Vientos de agua, regia di Juan José Campanella - serie TV (2006)
- 1/2 falta - serie TV (2005-2006)
- Sin código - serie TV (2004-2006)
- Sos mi vida - serie TV (2006-2007)
- Juanita, la soltera - serie TV (2006)
- El hombre que volvió de la muerte - serie TV (2007)
- Amas de casa desesperadas, regia di Daniel Barone e Sebastián Pivotto - serie TV (2006-2007)
- Son de Fierro, regia di Jorge Nisco e Rodolfo Antúnez - serie TV (2007-2008)
- Mujeres asesinas, regia di Daniel Barone, Jorge Nisco, Alberto Lecchi - serie TV (2005-2008)
- Mujeres de nadie, regia di Victor Stella, Alejandro Ibáñez - serie TV (2007-2008)
- Por amor a vos, regia di Federico Palazzo - serie TV (2008-2009)
- Socias, regia di Pablo Fischerman - serie TV (2008-2009)
- Valentino, el argentino - serie TV (2008-2009)
- Tratame bien, regia di Daniel Barone - serie TV (2009)
- Enseñame a vivir, regia di Jorge Nisco - serie TV (2009)
- Valientes, regia di Martín Saban, Sebastián Pivotto - serie TV (2009-2010)
- Alguien que me quiera, regia di Martín Saban e Sebastián Pivotto - serie TV (2010)
- Para vestir santos - A proposito di single, regia di Daniel Barone - serie TV (2010)
- Malparida, regia di Jorge Nisco, Jorge Bechara, Marcos Carnevale - serie TV (2010-2011)
- El puntero, regia di Daniel Barone - serie TV (2011)
- Los únicos, regia di Rodolfo Antúnez, Sebastián Pivotto, Lucas Gil, Víctor Stella - serie TV (2011-2012)
- Herederos de una venganza - serie TV (2011-2012)
- Lobo, regia di Marcos Carnevale, Jorge Montero, Jorge Beclara - serie TV (2012)
- Condicionados, regia di Marcos Carnevale - serie TV (2012)
- Sos mi hombre, regia di Martín Saban, Sebastián Pivotto - serie TV (2012-2013)
- Tiempos compulsivos, regia di Daniel Barone - serie TV (2012-2013)
- Solamente vos, regia di Rodolfo Antúnez e Claudio Ferrari - serie TV (2013-2014)
- Violetta, regia di Jorge Nisco, Martin Saban - serie TV (2012-2014)
- Mis amigos de siempre, regia di Rodolfo Antúnez, Sebastián Pivotto - serie TV (2013-2014)
- Guapas, regia di Daniel Barone, Lucas Gil - serie TV (2014)
- Farsantes, regia di Daniel Barone, Jorge Bechara - serie TV (2013-2014)
- Esperanza mía - serie TV (2015-2016)
- Los ricos no piden permiso - serie TV (2016)
- Soy Luna - serial TV (2016-2018)
- Quiero vivir a tu lado - serie TV (2017)
- Love Divina (Divina, está en tu corazón) - serial TV (2017)
- Five Stars (Las Estrellas) - serie TV (2017-2018)
- Once - Undici campioni (ONCE) - serie TV (2017-2019)
- Simona - serial TV (2018)
- Mi hermano es un clon - serial TV (2018-2019)
- Argentina, tierra de amor y venganza - serial TV (2019)
- Otros pecados - serie TV (2019)
- El Tigre Verón - miniserie TV (2019- in corso)
- Chueco en linea - serie TV (2019)
- SusTNtables: ecología social - serie TV (2019)
- Tu parte del trato - serie TV (2019)
- Reacción en cadena - serie TV (2019)
- Puerta 7 - serie TV (2019)
- Separadas - serial TV (2020)
- Entre hombres - miniserie TV (2020)

### Cinema
- Comodines, regia di Jorge Nisco (1997)
- Cohen vs. Rosi, regia di Daniel Barone (1998)
- Alma mía, regia di Daniel Barone (1999)
- Apariencias, regia di Alberto Lecchi (2000)
- Déjala correr, regia di Alberto Lecchi (2001)
- Il figlio della sposa (El hijo de la novia), regia di Juan José Campanella (2001)
- El bonaerense, regia di Pablo Trapero (2002)
- El día que me amen, regia di Daniel Barone (2003)
- Luna de Avellaneda, regia di Juan José Campanella (2004)
- La educación de las hadas, regia di José Luis Cuerda (2006)
- Abrigate, regia di Ramón Costafreda (2007)
- Maradona - La mano de Dios (Maradona - La mano de Dios), regia di Marco Risi (2007)
- El niño de barro, regia di Jorge Algora (2007)
- Un novio para mi mujer, regia di Juan Taratuto (2008)
- Igualita a mí, regia di Diego Kaplan (2010)
- Dos más dos, regia di Diego Kaplan (2012)
- Me casé con un boludo, regia di Juan Taratuto (2016)